# Franz Berger (Ringer)
Franz Berger (* 24. Jänner 1940 in Wals, Land Salzburg; † 8. Jänner 2012 ebenda) war ein österreichischer Ringer. Mit 36 Meistertiteln hält er bis heute den österreichischen Rekord und ist mit vier Teilnahmen an Olympischen Spielen, fünf Teilnahmen an Weltmeisterschaften und einer gewonnenen Bronzemedaille bei Europameisterschaften der bis heute erfolgreichste Ringer aus Österreich.

## Karriere
Franz Berger startete seine Laufbahn mit 12 Jahren mangels Alternativen beim Stadtverein Salzburger AK 1914. Zum Training fuhr er gemeinsam mit seinem jüngeren Bruder Gustav in die Landeshauptstadt Salzburg. Nachdem der SAK 1914 im Jahr 1952 die Ringersektion auflöste und sein älterer Bruder Matthias noch im selben Jahr den Athletic Club Wals ins Leben rief, wechselten die Berger-Brüder am 10. August 1952 zu ihrem neuentstandenen Heimatverein. Gustav Berger gewann in seiner Karriere 19 österreichische Meistertitel, Franz wurde mit 36 Meistertiteln sowie vier Olympia- und fünf WM-Teilnahmen zum erfolgreichsten österreichischen Ringer überhaupt.
Bei den Ringer-Weltmeisterschaften im Jahr 1966 belegte er im Freistil (Welter) den fünften und im Griech.-Röm. Stil (Welter) den achten Platz. 1967 erreichte er bei den Europameisterschaften den vierten Rang (Griech.-Röm.; Welter). 1970 erkämpfte er sich in Ost-Berlin als Amateur gegen die damals dominierenden Ringer aus dem Ostblock, die zumeist Militärsportler waren, die Bronzemedaille. Als Olympiateilnehmer errang der Walser zumeist gute Plätze, konnte sich aber nie in den Medaillenrängen platzieren. Bei den Spielen in Rom 1960 belegter den 11. Platz während er in Tokio 1964 nicht über die Vorrunde hinauskam. Seine beste Platzierung erreichte Franz Berger in Mexiko-Stadt 1968 mit dem siebten Rang. Bei seiner letzten Olympiateilnahme in München 1972 wurde er mit einem über Nacht gefällten Urteil um den sicher scheinenden Aufstieg gebracht und klassierte sich damit nur auf Rang 10.
Da er in Österreich in seiner Gewichtsklasse über Jahre hinweg keinen ernsthaften Konkurrenten hatte – er verlor in acht Jahren nur einmal überraschend im Landesfinale gegen Kaspar Steinberger aus Vigaun – wählte Berger den Weg ins benachbarte Ausland und kämpfte acht Jahre in der damaligen deutschen Ringerhochburg Bad Reichenhall. Insgesamt stand der Walser, der in beiden Stilarten erfolgreich war, über 20 Jahre auf der Matte, bevor er seine Karriere als Aktiver 1978 beendete. Seinen letzten Kampf focht er mit 38 Jahren im Trikot des AC Bad Reichenhall. Nach seinem Rücktritt vom aktiven Sport arbeitete Berger 17 Jahre lang als Trainer und feierte auch in dieser Funktion mit dem AC Wals mehrere Mannschaftsmeistertitel.

## Privates
Franz Berger erlernte den Beruf des Brauers und Melzers, arbeitete danach aber 37 Jahre lang als Leiter des Baurechtsamtes der Gemeinde Wals.
Zuletzt lebte Berger als Pensionist in der Gemeinde Wals-Siezenheim und versäumte auch als Zuschauer und Ehrenmitglied des AC Wals weiterhin keinen Kampf der Walser Staffel. Sein Enkel Franz Ronacher zählt zu den stärksten Athleten Österreichs und gehört aktuell (2008) dem Nationalkader an.

## Erfolge

### International
- 4 Teilnahmen an Olympischen Spielen: 1960 (11. Platz), 1964 (Vorrunde), 1968 (7. Platz), 1972 (10. Platz).
- 5 Teilnahmen an Weltmeisterschaften: 1966 (5. Platz Freistil, Welter) und 8. Platz (Griech.-Röm., Welter)
- 4 Teilnahmen an Europameisterschaften: 1966 (8. Platz, Freistil), 1967 (4. Platz, Griech.-Röm.), 1968 (8. Platz, Griech.-Röm.), 1970 (3. Platz, Griech.-Röm.)

### National
- 27 × Österreichischer Staatsmeister
- 6 × Österreichischer Juniorenmeister
- 3 × Österreichischer Jugendmeister
- 14 × Österreichischer Mannschaftsmeister (AC Wals)
- 1 × Deutscher Mannschaftsmeister (AC Bad Reichenhall)